# シュテフィ・ネリウス
シュテフィ・ネリウス（Steffi Nerius、1972年7月1日 - ）は、ドイツのやり投選手。2004年アテネオリンピックの銀メダリストである。東ドイツのロストック県（現メクレンブルク＝フォアポンメルン州）ベルゲン・アウフ・リューゲン出身。

## 経歴
ネリウスは、旧東ドイツのクラブでスポーツをはじめた当初はバレーボールの選手であった。しかしすぐに陸上競技に競技を変更。元やり投の選手であった母親からコーチを受けた。
ネリウスは、1990年の最後の東ドイツ選手権で5位という結果を残す。翌年のジュニアヨーロッパ選手権で3位となり、初めて国際大会で実績を残した。しかし、その後はドイツ再統一に伴う混乱や、故障、スランプに見舞われ、1990年代で目立った活躍をあまり残すことはなかった。
ネリウスが、再び注目されるようになるのは2000年シドニーオリンピックからである。この大会で彼女は64m84で4位入賞を果たす。この後、ネリウスは2002年のヨーロッパ選手権以降、常に好成績を収めるようになり、大抵のメジャー大会では3位以内となり表彰台に立つようになっていった。2004年のアテネオリンピックでは銀メダルという結果を残している。
好成績を残しても、なかなかメジャー大会で優勝できなかったネリウスであったが、2006年ヨーロッパ選手権で65m82でチェコのバルボラ・シュポタコバらを下し、優勝を果たした。
地元ドイツで開催された2009年世界陸上において、1回目の投てきで67m30を記録、そのまま優勝を果たした。

## 主な実績
| 年   | 大会                               | 場所                       | 種目   | 結果    | 記録  |
| ---- | ---------------------------------- | -------------------------- | ------ | ------- | ----- |
| 1996 | IAAFグランプリファイナル           | ミラノ(イタリア)           | やり投 | 2位     | 65m76 |
| 1998 | ヨーロッパ陸上選手権               | ブダペスト(ハンガリー)     | やり投 | 6位     | 62m08 |
| 1999 | 世界陸上選手権                     | セビリヤ(スペイン)         | やり投 | 15位(q) | 58m43 |
| 2000 | オリンピック                       | シドニー(オーストラリア)   | やり投 | 4位     | 64m84 |
| 2001 | 世界陸上選手権                     | エドモントン(カナダ)       | やり投 | 5位     | 62m08 |
| 2002 | ヨーロッパ陸上選手権               | ミュンヘン(ドイツ)         | やり投 | 2位     | 64m09 |
| 2003 | 世界陸上選手権                     | パリ(フランス)             | やり投 | 3位     | 62m70 |
| 2003 | IAAFワールドアスレチックファイナル | モンテカルロ(モナコ)       | やり投 | 2位     | 64m25 |
| 2004 | オリンピック                       | アテネ(ギリシャ)           | やり投 | 2位     | 65m82 |
| 2004 | オリンピック                       | アテネ(ギリシャ)           | やり投 | 2位     | 65m82 |
| 2005 | 世界陸上選手権                     | ヘルシンキ(フィンランド)   | やり投 | 3位     | 65m96 |
| 2005 | IAAFワールドアスレチックファイナル | モンテカルロ(モナコ)       | やり投 | 2位     | 66m35 |
| 2006 | IAAFワールドアスレチックファイナル | シュトゥットガルト(ドイツ) | やり投 | 2位     | 65m06 |
| 2006 | IAAFワールドカップ                 | アテネ(ギリシャ)           | やり投 | 1位     | 63m37 |
| 2007 | 世界陸上選手権                     | 大阪(日本)                 | やり投 | 3位     | 64m42 |
| 2007 | IAAFワールドアスレチックファイナル | シュトゥットガルト(ドイツ) | やり投 | 2位     | 64m90 |
| 2008 | オリンピック                       | 北京(中国)                 | やり投 | 5位     | 65m29 |
| 2009 | 世界陸上選手権                     | ベルリン(ドイツ)           | やり投 | 1位     | 67m30 |

- qは予選